# 宿北大战前沿指挥所旧址
宿北大战前沿指挥所旧址，位于江苏省徐州市新沂市马陵山，是中华人民共和国江苏省文物保护单位之一。
1982年3月25日，授予江苏省文物保护单位，是一座近现代历史遗迹及革命纪念建筑物。